# アマンド・ドロニラ
アマンド・エルミタノ・ドロニラ（Amando Ermitano Doronila、1928年2月6日 - 2023年7月7日）は、1960年代から21世紀はじめにかけてフィリピンの政治を取材し続け、フェルディナンド・マルコス大統領の下での戒厳令によって、投獄、国外追放とされた、フィリピンのジャーナリスト、著作家、新聞発行人。

## 生い立ちと教育
アマンド・エルミタノ・ドロニラは、1928年2月6日にイロイロ州ドゥマンガスで、父アルセニオ・ドロニラ (Arsenio Doronila) と母マルセリナ・エルミタノ (Marcelina Ermitano) の間に生まれた。長じて1953年には、ザ・イースト大学から経営学の学士を取得して卒業した。

## ジャーナリストとしての活動初期
ドロニラがジャーナリズムの世界に最初に踏み入ったのは、ザ・イースト大学の大学新聞『ザ・ドーン (The Dawn)』の編集長としての仕事であった。
ドロニラが、職業的経歴としての一歩を踏み出したのは、新聞記者、コラムニストとして働いた『マニラ・ブレティン (Manila Bulletin)』においてであったが、1963年から1972年にかけては並行して『デイリー・ミラー (Daily Mirror)』の政治コラムニストでもあり、さらに『マニラ・クロニクル (Manila Chronicle)』の編集長でもあった。また、この間、フィリピン全国記者クラブ (National Press Club of the Philippines) の会長も務め、フィリピン大学ではジャーナリズム担当の非常勤講師も務めた。

## 戒厳令
『クロニクル』紙の編集長であったドロニラは、政権に対するこの新聞の批判的論調から、フェルディナンド・マルコス大統領の怒りを買った。1972年9月22日、国防大臣フアン・ポンセ・エンリレによる待ち伏せの情報を最初に知らされた一人となったが、この一件は、翌日、マルコスに大統領宣言第1081号による戒厳令の理由の一つに使われた。『クロニクル』紙をはじめ、マルコス政権に批判的だった新聞は閉鎖され、ドロニラたち数名のジャーナリストたちは軍に逮捕され、ケソン市のキャンプ・クレイムにあったフィリピン治安維持部隊本部に拘留された。その後、12月に、「反国家活動 (anti-national activities)」には参加しないとする誓約をし、彼は解放されるが、軍からの許可を得ずに仕事を再開して、国内外のメディアからのインタビューに応じ、軍への定期的な連絡を義務付けられた
1975年、ドロニラはオーストラリアへ追放となり、メルボルンに定住して、『ジ・エイジ (The Age)』紙で働いた。1985年には、フィリピンに帰還し、マルコス政権の没落と崩壊を取材した。

## 後年におけるジャーナリストとしての活動
1986年のピープルパワー革命（エドゥサ革命）によるマルコスの失脚の後、ドロニラはフィリピンにおけるジャーナリストとしての活動を再開した。最初は『マニラ・タイムズ (Manila Times)』紙の政治コラムニストとして働き、その後復活した『クロニクル』紙に編集長として復帰し、1998年に同紙が発行を停止するまで、その任にあった。ドロニラは、マルコスに代わって政権に就いたコラソン・アキノが、マルコスによる独裁の影響を解消すべく努めていることを指して、「脱マルコス化する (demarcosify)」という言葉を導入した人物とされている。その後、彼は『フィリピン・デイリー・インクワイアラー (Philippine Daily Inquirer)』紙の政治コラムニストとなり、彼が執筆した「News Analysis（ニュース分析）」欄は、1994年から2016年まで同紙の一面を飾り続けた。彼にとって最も大きなスクープ記事のひとつは、2001年のジョセフ・エストラーダ大統領の追い落としに繋がった一連の事態についての広範な取材記事であり、これらの記事は『インクワイアラー』紙によって他のメディアへも配信された。
ドロニラは、2016年にジャーナリズムから引退し、家族とともに過ごすためにオーストラリアへ戻った。

## 私生活と死
ドロニラの妻ルアデス・シルベリオ (Lourdes Silverio) は、2020年に死去したが、ふたりの間には子どもが3人いた。
アマンド・ドロニラは、キャンベラのキャルヴァリー病院で2023年7月7日に95歳で死去した。彼は、肺炎の合併症でRSウイルスに感染し、最晩年の2年間は、ナーシングホームで過ごしていた。

## おもな著書
- The State, Economic Transformation, and Political Change in the Philippines, 1946-1972 (1991)[3]
- The Fall of Joseph Estrada: The Inside Story (2001)[2]
- Afro-Asia in Upheaval: A Memoir of Front-line Reporting (2008)[2]
- Doro: Behind the Byline (2023)[3]

## おもな受賞
- Chino Roces Freedom Award (2002)[2]
- Rotary Club's Journalism Hall of Fame (2003)[2]
- National Book Award (2008)[2]